# Helmuth James von Moltke
Pour les autres membres de cette famille, voir Moltke et pour les homonymes, voir Helmuth von Moltke.
 (août 2023).
Si vous disposez d'ouvrages ou d'articles de référence ou si vous connaissez des sites web de qualité traitant du thème abordé ici, merci de compléter l'article en donnant les références utiles à sa vérifiabilité et en les liant à la section « Notes et références ».
Helmuth James, comte (Graf) von Moltke, né le 11 mars 1907 au château de Kreisau (province de Silésie), mort le 23 janvier 1945 à Berlin, est un aristocrate allemand qui s'oppose au régime hitlérien. 
Il est le petit-fils du général Helmuth von Moltke (1848-1916), chef du grand-état major en août-septembre 1914, et le cousin de Claus von Stauffenberg qui participe lui aussi au complot du 20 juillet 1944.

## Biographie
Helmuth James von Moltke est le fils du comte Helmuth von Moltke, propriétaire du majorat de Kreisau en Silésie et protestant adepte de la Science chrétienne, dont il traduit en allemand les ouvrages, et de son épouse, née Dorothy Rose Innes, Sud-Africaine d'origine écossaise (dont le père était haut magistrat en Afrique du Sud), également scientiste, aux opinions politiques libérales qui influence profondément les idées de ses enfants. Elle meurt en 1935. Helmuth James von Moltke, qui est l'aîné de cinq enfants, poursuit des études de droit à Breslau, Vienne, Heidelberg et Berlin, et devient juriste spécialisé en droit international, puis hérite du majorat de Kreisau à la mort de son père en 1939, dont il était déjà administrateur et à qui il a évité la faillite. Il épouse en 1931 Freya Deichmann (1911-2010), fille d'un banquier protestant de Cologne dont la banque fait faillite en 1930. Ils ont deux fils.
Adversaire du régime nazi, Moltke aida des hommes d'affaires juifs lorsque les juifs se retrouvèrent exclus des affaires économiques du Reich à cause de l'application des lois et décrets nazis. Il rencontre Aimée Sotto Maior, plus tard Aimée de Heeren, un agent secret Brésilien qui se trouvait à Paris en 1938 sous la couverture d'une riche héritière fascinée par la mode. Plus tard, le comte von Moltke fonda le cercle de Kreisau, dans le but de forger une alternative acceptable au régime hitlérien. Au début, les réunions des membres se voulaient uniquement intellectuelles et aucune participation à des actions violentes n'était envisagée. Mais, au fil du temps, cette résolution évolua et plusieurs des membres du cercle de Kreisau participèrent au complot préparant l'attentat du 20 juillet 1944, destiné à éliminer Hitler.
C'est dans ce contexte que plusieurs autres membres du groupe sont arrêtés, jugés par un tribunal, puis exécutés en janvier 1945.
Moltke, qui a été arrêté en janvier 1944, est exécuté par pendaison le 23 janvier 1945 à la Prison de Plötzensee avec Eugen Bolz et Erwin Planck.